# تریس (پنتافلوئوروفنیل) بور
تریس(پنتافلوئوروفنیل)بور (به انگلیسی: Tris(pentafluorophenyl)boron) با فرمول شیمیایی C18F15B یک ترکیب شیمیایی با شناسه پاب‌کم 582056 است. که جرم مولی آن 511.98 g/mol می‌باشد. شکل ظاهری این ترکیب، جامد بی رنگ است.